# Patagioenas inornata
Patagioenas inornata é uma espécie de ave da família Columbidae.
Pode ser encontrada nos seguintes países: Cuba, República Dominicana, Haiti, Jamaica e Porto Rico.
Os seus habitats naturais são: florestas subtropicais ou tropicais húmidas de baixa altitude, florestas de mangal tropicais ou subtropicais, pântanos subtropicais ou tropicais, regiões subtropicais ou tropicais húmidas de alta altitude, matagal árido tropical ou subtropical, terras aráveis e pastagens.
Está ameaçada por perda de habitat.